# Верхозим (Шемышейский район)
Верхозим — село в Шемышейском районе Пензенской области России. Входит в состав Каргалейского сельсовета.

## География
Село находится на юго-востоке центральной части Пензенской области, в пределах северного склона холмистой Хвалынской гряды, в лесостепной зоне, на берегах реки Верхозимка, на расстоянии примерно 19 км (по прямой) к юго-востоку от Шемышейки, административного центра района. Абсолютная высота — 235 м над уровнем моря.

### Климат
Климат характеризуется как умеренно континентальный. Средняя температура воздуха самого тёплого месяца (июля) — 20 °C (абсолютный максимум — 38 °C); самого холодного (января) — −19 °C (абсолютный минимум — −44 °C). Безморозный период длится 126 дней. Период активной вегетации составляет 135—145 дней. Годовое количество атмосферных осадков — 490 мм, из которых большая часть выпадает в тёплый период. Снежный покров держится в течение 149 дней.

### Часовой пояс
Село Верхозим, как и вся Пензенская область, находится в часовой зоне МСК (московское время). Смещение применяемого времени относительно UTC составляет +3:00.

## Население
| 1748  | 1795  | 1859  | 1877  | 1884  | 1897  | 1902  |
| ----- | ----- | ----- | ----- | ----- | ----- | ----- |
| 1186  | ↗1402 | ↗1913 | ↗2081 | ↘1795 | ↘1379 | ↘1360 |
| 1911  | 1921  | 1926  | 1939  | 1959  | 1979  | 1989  |
| ↗1570 | ↘1484 | ↘1414 | ↘534  | ↘409  | ↘179  | ↘114  |
| 1996  | 2002  | 2010  |       |       |       |       |
| ↘103  | ↘87   | ↘57   |       |       |       |       |

### Национальный состав
Согласно результатам переписи 2002 года, в национальной структуре населения русские составляли 98 %.

## Известные уроженцы
- Бляхин, Павел Андреевич (1987—1961) — советский партийный и государственный деятель.
- Антонов Юрий Фёдорович (1938-2021) учёный, доктор технических наук